# Wang Hongwen
Wang Hongwen (en chino, 王洪文; pinyin, Wáng Hóngwén) (Changchun, 1935 - 3 de agosto de 1992), fue el miembro más joven en la Banda de los Cuatro, el grupo de oficiales en el Partido Comunista de China que hicieron con el poder mientras y tras la Revolución Cultural (1966-1969) en la República Popular de China. A diferencia de los otros miembros de la banda, Wang no era un oficial señor en el PCCh hasta la Revolución Cultural. Los otros miembros de la Banda fueron Jiang Qing, Yao Wenyuan (un crítico literario que denunció «enemigos culturales»), y el alcalde de Shanghái Zhang Chunqiao.

## Primeros años
Wang Hongwen nació en un pueblo fuera de Xinjing en Manchukuo, el estado de cliente japonés en Manchuria en 1936. En los años 1950s Wang luchó en la guerra de Corea, tras la cual fue enviado a Shanghái para servir en una fábrica como el capataz de guardias.

## La Revolución Cultural
Shanghái fue un territorio muy comprometido con las medidas revolucionarias comunistas, de ella era alcalde Zhang Chunqiao. En la revolución cultural Wang tomó parte como uno de los líderes de los guardias rojos, que tomaron medidas contra oficiales del PCCh reconocidos como contrarrevolucionarios. Wang y sus seguidores representaron las acciones populares de las masas contra personas popularmente despreciadas. Entre los afectados por las purgas se incluyen al Presidente Liu Shaoqi, y al secretario-general del PCCh Deng Xiaoping. Wang participó en la fundación de la Comuna de Shanghái, un cuerpo efímero en la Revolución Cultural en 1967.

## En los corredores de poder
El oficial Wang Hongwen fue un miembro de la Comité Central del PCCh desde 1969, y luego un miembro de la Comisión Permanente del Politburó. En 1973 fue designado vicepresidente del partido, teóricamente el segundo en mando del PCCh. La importancia de Wang y de los otros miembros de la Banda de los Cuatro había aumentado tras la muerte de Lin Biao y la desaparición política de Mong Zhin en 1971 durante una aparente fuga a la Unión Soviética después un golpe de Estado abortado.

## Muerte de Zhou Enlai
En enero de 1976 murió el primer ministro Zhou Enlai tras cuatro años de enfermedad con cáncer de la vejiga. Muchos observadores de China predijeron antes su muerte que el reemplazo de Zhou habría sido Wang Hongwen. Pero Mao, supo que la designación de Wang, un oficial despreciado por el ejército y el partido hubiera sido un gesto de provocación para un contragolpe. En lugar de a Wang, Mao eligió a Hua Guofeng, un oficial anónimo del gabinete y politburó, para reemplazar a Zhou.

### Muerte de Mao y derrocamiento de la Banda
Mao Zedong murió el 9 de septiembre de 1976 y Hua Guofeng lo sucedió como Presidente del PCCh, como el oficial más fuerte en China. Hua denunció a Wang y sus compañeros en la Banda de los Cuatro por abusos de poder durante la Revolución Cultural, la que declaró terminada. Wang fue arrestado en octubre de 1976 y luego juzgado y condenado a cadena perpetua. Wang Hongwen murió el 3 de agosto de 1992 de una dolencia hepática.